# Christiane Harzendorf
Christiane Harzendorf (Borna, RDA, 28 de diciembre de 1967) es una deportista alemana que compitió para la RDA en remo.
Participó en los Juegos Olímpicos de Barcelona 1992, obteniendo una medalla de bronce en la prueba de ocho con timonel. Ganó tres medallas en el Campeonato Mundial de Remo entre los años 1989 y 1993.

## Palmarés internacional
| Representando a la RDA   |                          |                   |                    |
| Campeonato Mundial       |                          |                   |                    |
| Año                      | Lugar                    | Medalla           | Prueba             |
| 1989                     | Bled (Yugoslavia)        | Medalla de oro    | Cuatro sin timonel |
| 1990                     | Tasmania (Australia)     | Medalla de bronce | Ocho con timonel   |
| Representando a Alemania |                          |                   |                    |
| Juegos Olímpicos         |                          |                   |                    |
| Año                      | Lugar                    | Medalla           | Prueba             |
| 1992                     | Barcelona (España)       | Medalla de bronce | Ocho con timonel   |
| Campeonato Mundial       |                          |                   |                    |
| Año                      | Lugar                    | Medalla           | Prueba             |
| 1993                     | Račice (República Checa) | Medalla de bronce | Ocho con timonel   |